# Amicia medicaginea
Amicia medicaginea är en ärtväxtart som beskrevs av August Heinrich Rudolf Grisebach. Amicia medicaginea ingår i släktet Amicia och familjen ärtväxter. Inga underarter finns listade i Catalogue of Life.